# Ovelgönne
Ovelgönne ist eine Gemeinde im Landkreis Wesermarsch in Niedersachsen. Mit einer Fläche von rund 120 Quadratkilometern ist sie die zweitgrößte Gemeinde des Landkreises Wesermarsch. Die Gemeinde ist stark von der Landwirtschaft geprägt und bezeichnet sich selbst als das „Grüne Herz der Wesermarsch“. Der Sitz der Verwaltung befindet sich im Ortsteil Oldenbrok-Mittelort, namensgebend ist aber das alte Burgdorf Ovelgönne.

## Geografie

### Geografische Lage
Ovelgönne liegt innerhalb des Städtevierecks Bremen, Oldenburg, Wilhelmshaven und Bremerhaven. Nach Bremen sind es 24 Kilometer und nach Oldenburg 16 Kilometer. Die Kreisstadt Brake ist vom Zentrum in Oldenbrok-Mittelort lediglich sechs Kilometer entfernt.

### Geologie
Die Gemeinde liegt inmitten des flachen Marschlandes, nahezu frei von jeder Industrie, mit viel Weideland und den für die Wesermarsch typischen Entwässerungsgräben. Erwähnenswert ist vor allem das Hochmoor in Rüdershausen, das aus der Zeit stammt, als der Jadebusen noch Moorlandschaft war.

### Nachbargemeinden
Ovelgönne liegt im Zentrum des Landkreises Wesermarsch und grenzt im Nordwesten an die Gemeinde Jade, im Norden an die Gemeinde Stadland, im Osten an die Stadt Brake und im Süden an die Stadt Elsfleth (alle Landkreis Wesermarsch). Im Südwesten hat die Gemeinde eine Grenze mit der Gemeinde Rastede im Landkreis Ammerland.

### Gemeindegliederung
Die Gemeinde ist in vier Gemarkungen unterteilt:
- Großenmeer, 26,66 km²
- Oldenbrok, 28,60 km²
- Strückhausen, 64,41 km²
- Ovelgönne, 4,14 km²

## Geschichte

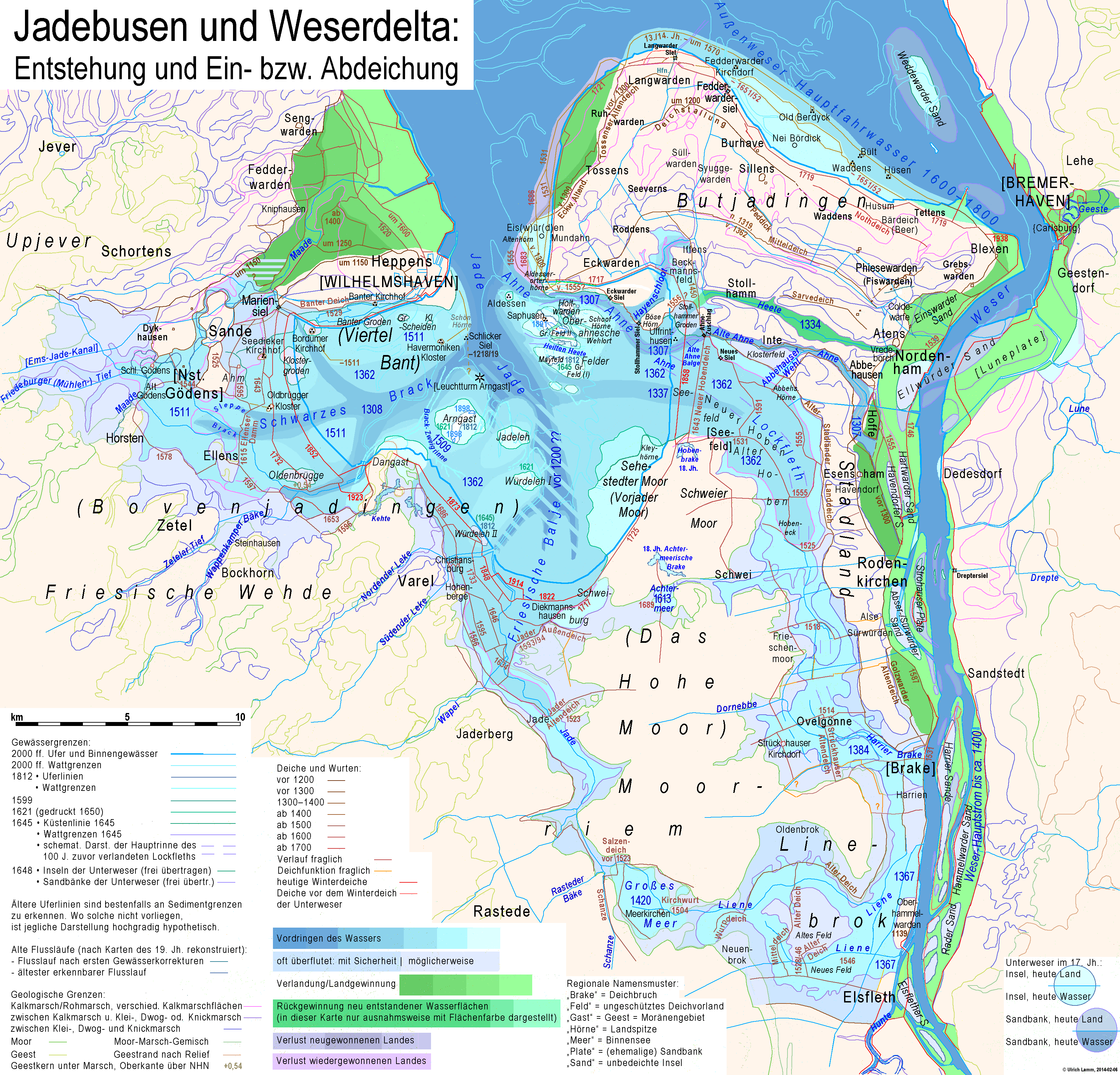
Entwicklung von Jadebusen und Weserdelta; Verlandung seit 1300 entstandener Wasserflächen ab 1500 nur indirekt über die Abdeichung dargestellt.
→ Vergrößerungen: • 33 %, • 50 %

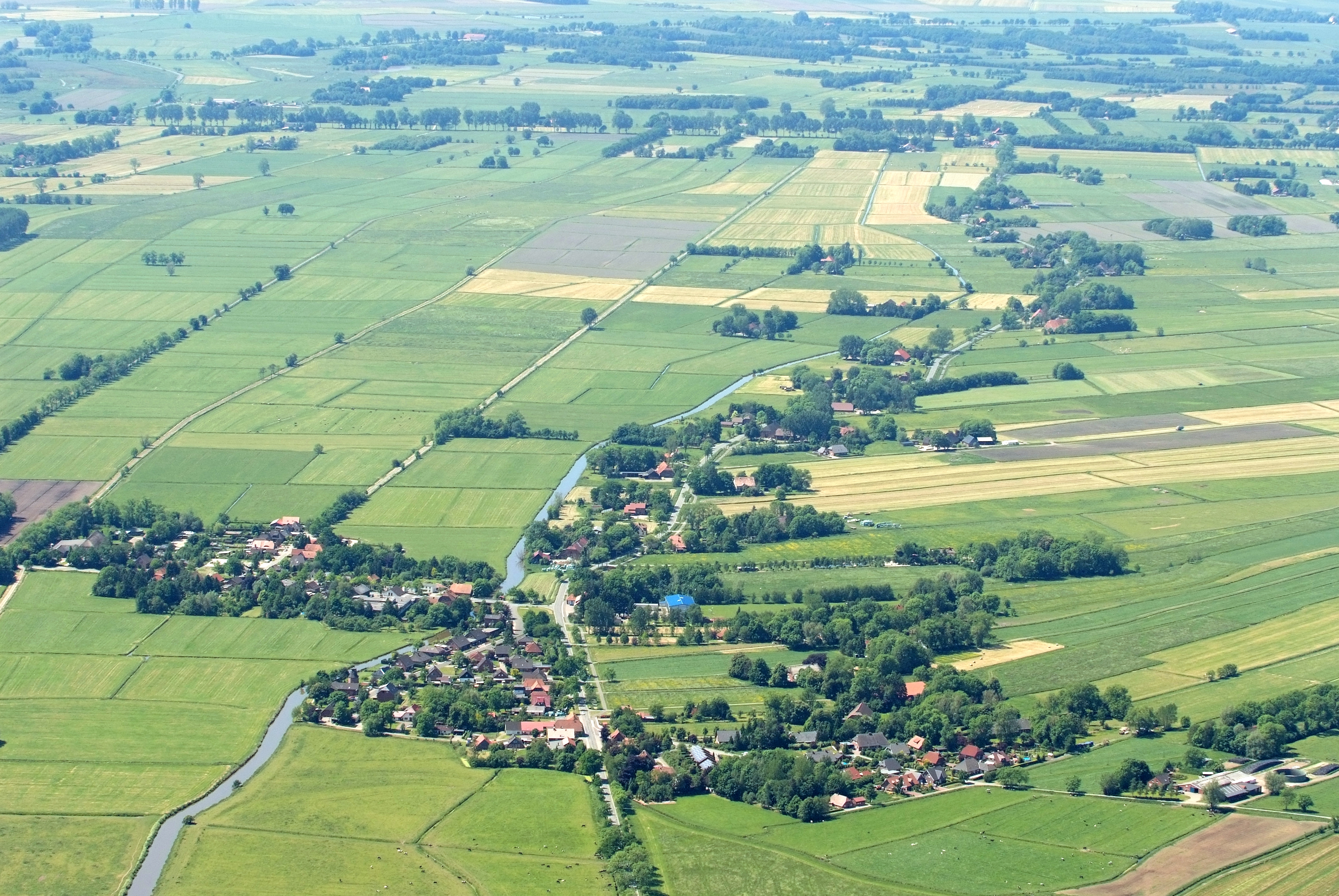
Neustadt (Ovelgönne) aus der Luft (2012)

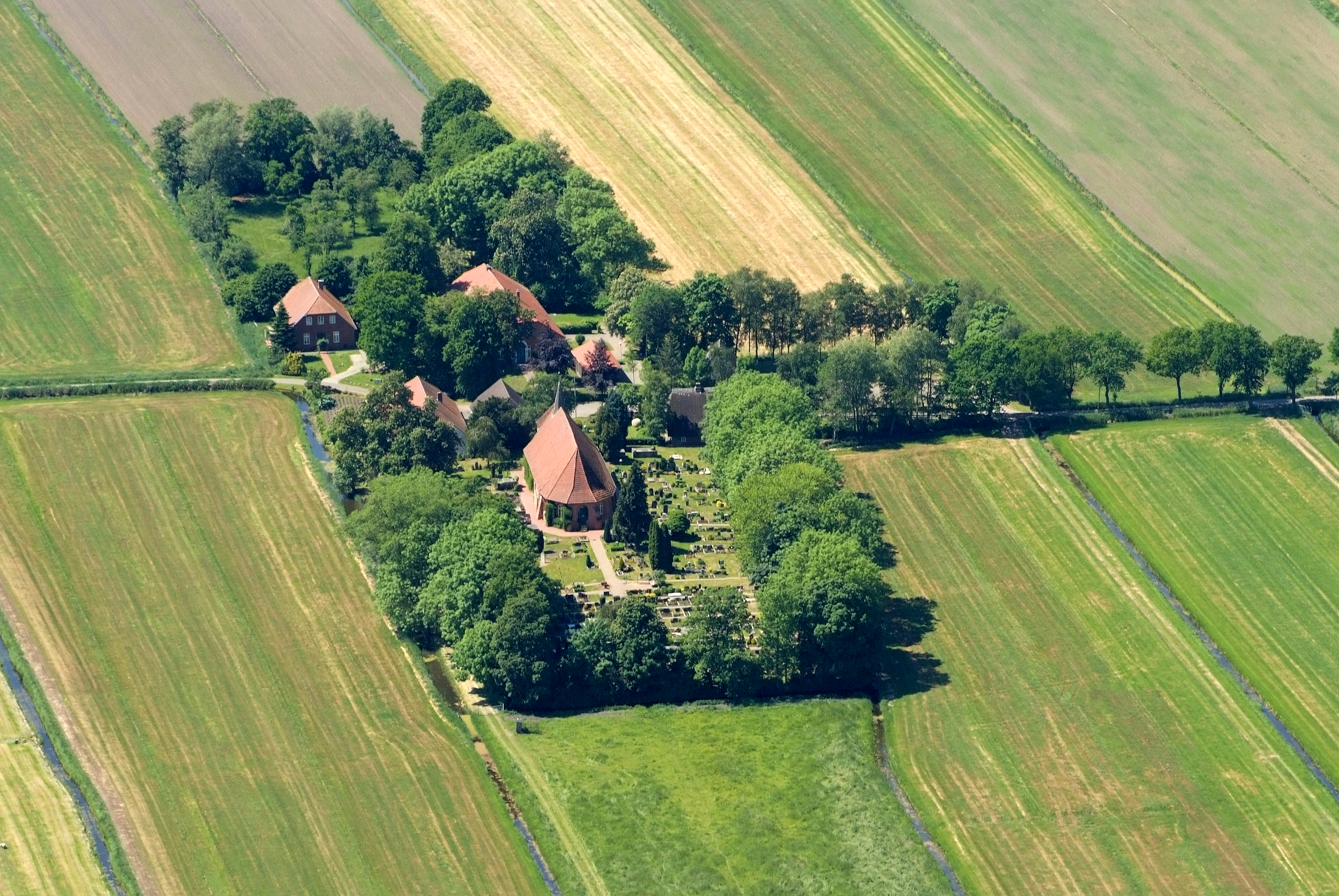
Strückhauser Kirchdorf mit der evangelisch-lutherischen Kirche St. Johannes (2012)

Der Hortfund von Strückhausen ist einer der ältesten Belege für die frühe Besiedlung des Gebietes.

### Ovelgönne
Nach der letzten Unterwerfung und letzten entscheidenden Niederlage der Butjadinger und Stadländer Friesen in Hartwarden 1514 begann Graf Johann V. von Oldenburg (1482 bis 1526) noch im gleichen Jahr mit dem Bau der Festung „Oevelgünne“, um seine neue Herrschaft und seine Machtansprüche zu sichern. Die Burg Ovelgönne wurde auf einer Anhöhe am südlichen Ufer des Lockfleths, eines damals schiffbaren Wasserweges, erbaut. Dieses Gebiet war kaum zugänglich, die umliegenden Flächen waren Sumpf-, Moor- und Schlickgebiete. Die natürliche, nie überspülte Bodenerhebung bildete damals vermutlich einen geeigneten, strategisch wichtigen Brückenkopf nach Butjadingen und dem Stadland. Das Lochfleth war eine Verlängerung der Ahne zur Harger Brake (Bracke = Dammdurchbruch) und der Weser. Das Stadland, die umliegenden Ortschaften und die rechts der Weser liegende Bremer Vogtei Hagen konnten besonders gut eingesehen werden. Inwieweit Graf Johann V. das Verbot für eine Errichtung von Festungen an der Weser aus dem verkündeten Schiedsspruch vom 29. Juli 1424 in Oldenburg des Erzbischofs Nikolaus von Bremen und der Sendboten der Städte Lübeck und Hamburg umgehen wollte, ist fraglich. Die einstigen an der Weser gelegenen Festungen, die Friedeburg bei Atens, die Ellwürden, die Harriser Burg, das Blockhaus an der Harrier Brake, die Sandburg bei Lienen, die Altonau bei Elsfleth und die Festung Berne, wurden alle nach dem Schiedsspruch geschleift oder wehrtechnisch entkernt.
Der Name der Feste sollte sich laut des Historikers Onno Klopp davon ableiten, dass Graf Johann dem ehemaligen Herrn der Gegend, Edzard I. von Ostfriesland, das Land missgönnte („övel gönne“). Tatsächlich soll der Ortsname jedoch anderen Ursprungs sein. Im Heimatblatt Vechta Nr. 8: erklärt Karl Sichart, „Ewen günne“, also Ovelgönne, sei eine ehemalige Thingstätte, ein Ort, Platz oder ein Grundstück. Nahe Magdeburg gibt es noch ein Ovelgünne mit der alten Schreibweise.
Im Jahre 1583 wurde die Festung verstärkt, während des Dreißigjährigen Krieges quartierten sich hier von 1628 bis 1631 kaiserliche Truppen ein. Mehrfach, zeitweise jährlich, hat sich Graf Anton Günther mit seinem Hof in Ovelgönne aufgehalten. Er war es auch, der den Ovelgönner Vieh- und Pferdemarkt einrichtete, der seit 1633 jedes Jahr Anfang September stattfindet. 1664 übergab Graf Anton Günther Ovelgönne seinem illegitimen Sohn Anton von Aldenburg. 1667 kam es in den Besitz des dänischen Königs als rechtmäßigen Erbfolgers des Oldenburger Grafen. Die dänische Regierung ließ Schloss und Festung während der Jahre 1677 bis 1679 abreißen, da die innere Sicherheit des Landes ausreichend und ein Militärstandort somit nicht mehr notwendig erschien. Ovelgönne blieb aber ein Verwaltungssitz für die Wesermarschen und Gerichtsstand für das Stadland und Butjadingen, seit 1616 mit einem Landgericht, später Amts- und Landgericht bis 1879. Zitat (H. Lübbing): „Trotz seiner Bedeutung als … Gerichtssitz blieb Ovelgönne ein Flecken.“
Bis 1809 gehörte Ovelgönne zum Kirchspiel der St.-Bartholomäus-Kirche in Golzwarden, erst mit der Einweihung der Martinskirche wurde Ovelgönne selbst Kirchspiel mit eigenem Pastor.

#### Jüdische Gemeinde
Seit Mitte des 18. Jahrhunderts lebten Juden in Ovelgönne, die sich zunächst in einem Betsaal und ab 1804 in der neu errichteten Synagoge (am Judengang) zum Gottesdienst versammelten. Eine zugehörige Begräbnisstätte wurde 1811 angelegt; bis dahin musste auf die jüdischen Friedhöfe in Hohenberge (Varel) und Scharmbeck ausgewichen werden.
Die Synagogengemeinde war ab 1858 auch für Brake, Burhave, Dedesdorf und Rodenkirchen zuständig. Innerhalb der folgenden Jahre verließen aber immer mehr Gemeindemitglieder den Ort, so dass in der Synagoge bald keine Gottesdienste mehr stattfanden. Sie wurde daher 1906 verkauft. Das Gebäude wurde anschließend vom örtlichen Turnverein noch bis 1922 genutzt und 1931 abgerissen.

### Großenmeer

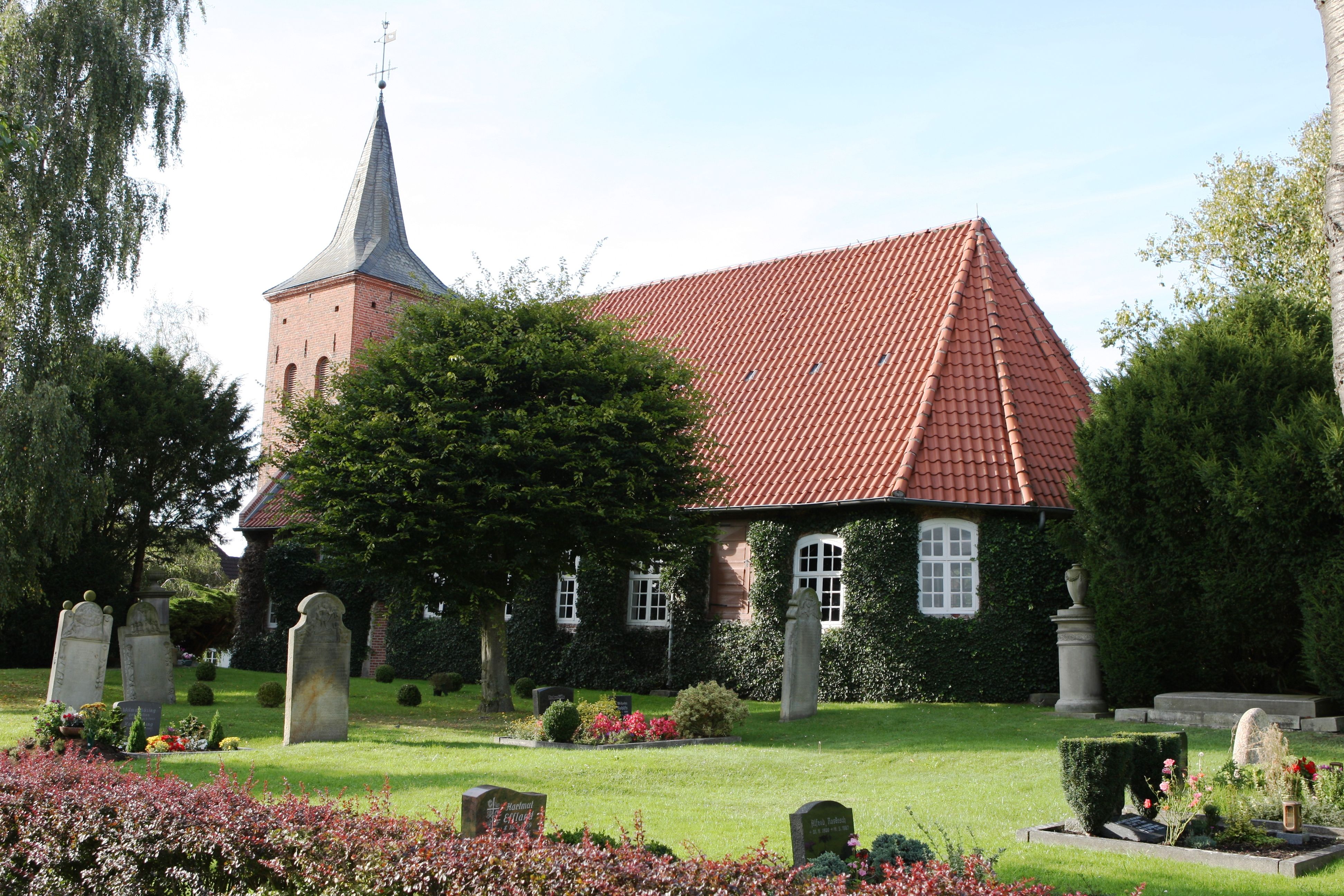
St.-Anna-Kirche in Großenmeer

Zwischen dem Linebrok und dem südlichen Moorriem nördlich von Elsfleth führte im Mittelalter ein westlicher Arm der Weser über die heutige Jade in die Nordsee. In der Mitte des Wasserzugs, der weitgehend dem Verlauf des Flusses Liene folgte, entstand ein See, der Großes Meer, Grote Meer oder einfach Dat Meer genannt wurde. Am südlichen Rand dieses Gewässers lag das schon 1059 erwähnte Me(e)rhusen, welches zum in dem Jahr neu gegründeten Kirchspiel Rastede gehörte. Als um 1480 Teile des Großen Meers durch die Oldenburger Grafen eingedeicht wurden, wurde für die Kolonisten eine neue Kirche erbaut, wodurch das Dorf den Namen Meerkirchen, auch Großenmeer genannt, erhielt. Um 1600 wurde die St.-Anna-Kirche am jetzigen Standort errichtet.

### Vereinigung, Eingemeindungen und Ausgliederungen
Im Rahmen einer 1933 durchgeführten Verwaltungsreform wurden die vorher eigenständigen Gemeinden Golzwarden, Strückhausen und Ovelgönne zur Großgemeinde Ovelgönne zusammengeschlossen. Zur Gemeinde Ovelgönne gehören heute unter anderem die Ortschaften Großenmeer, Neustadt-Colmar, Oldenbrok-Mittelort und Strückhausen.
Am 1. März 1974 wurde die Gemeinde Oldenbrok eingegliedert; zugleich wurde der Ortsteil Golzwarden zugunsten der Kreisstadt Brake umgemeindet.
Mit den Stationen Ovelgönne, Strückhausen, Oldenbrok und Großenmeer war das heutige Gemeindegebiet von 1896 bis 1976 an die mittlerweile stillgelegte Bahnstrecke Oldenburg–Brake angeschlossen.

## Politik

### Gemeinderat
Der Rat der Gemeinde Ovelgönne besteht aus 16 Ratsfrauen und Ratsherren. Dies ist die festgelegte Anzahl für eine Gemeinde mit einer Einwohnerzahl zwischen 5.001 und 6.000 Einwohnern. Die 16 Ratsmitglieder werden durch eine Kommunalwahl für jeweils fünf Jahre gewählt. Die aktuelle Amtszeit begann am 1. November 2021 und endet am 31. Oktober 2026.
Stimmberechtigt im Rat ist außerdem der hauptamtliche Bürgermeister der Gemeinde.
Die vergangenen Gemeinderatswahlen ergaben folgende Sitzverteilungen:
| Partei                                       | 2021 | 2016 | 2011 |
| -------------------------------------------- | ---- | ---- | ---- |
| CDU                                          | 8    | 7    | 7    |
| SPD                                          | 4    | 4    | 4    |
| Bündnis 90/Die Grünen                        | 2    | 1    | 1    |
| Unabhängige Wählergemeinschaft Ovelgönne UWO | 1    | 2    | 3    |
| FDP                                          | 1    | 1    | 1    |
| Einzelbewerber Hübenthal                     | −    | 1    | 1    |

### Bürgermeister
Der parteilose Thomas Brückmann wurde 2005 mit 92,52 % der Stimmen zum ersten hauptamtlichen Bürgermeister der Gemeinde Ovelgönne gewählt. Seine erste Amtszeit endete nach sechs Jahren im Oktober 2011. Seine tüchtige und überparteiliche Amtsführung brachte Brückmann viel Achtung bei allen Parteien ein. Am 11. September 2011 wurde er ohne Gegenkandidat mit 85,95 % der Stimmen für weitere acht Jahre wiedergewählt. Bei der Bundestagswahl am 22. September 2013 wurde Thomas Brückmann als Landrat für den Landkreis Wesermarsch gewählt. Seine Tätigkeit als Bürgermeister hatte er deshalb vorzeitig beendet. Am 23. Februar 2014 fanden die notwendig gewordenen Bürgermeisterwahlen statt. Bei der Wahl erhielt der parteilose Christoph Hartz aus Oldenbrok 50,7 % der Stimmen und setzte sich damit völlig überraschend gegen den von der CDU, der FDP, dem Einzelbewerber Hübenthal und der Unabhängigen Wählergemeinschaft Ovelgönne (UGO) unterstützten Kandidaten Dieter Kohlmann aus Popkenhöge mit 49,3 % durch. Die Wahlbeteiligung lag bei 53,4 %. Seit dem 1. November 2021 ist der parteilose Sascha Stolorz Bürgermeister der Gemeinde Ovelgönne. Gewählt wurde er mit 74 %.

### Wappen und Flagge
| Wappen von Ovelgönne | Blasonierung: „Geteilt von Gold und Grün, oben ein rotes Tor mit Torhaus unter Treppengiebel und zwei Zinnentürmen mit blauen Spitzdächern, darauf rote Kugeln, unten ein goldenes Schild, belegt mit zwei grünen Kleeblättern, deren linkes gestürzt ist.“ |
| Wappen von Ovelgönne | Wappenbegründung: Das Wappen basiert auf einem alten Siegel von Ovelgönne, das eine Burg und die Kleeblätter zeigte. Die gezeigte Burg ist die Burg von Ovelgönne. Sie wurde 1514 von den Grafen von Oldenburg erbaut, die hier für kurze Zeit auch ihren Hauptwohnsitz hatten, und 1677 zerstört. Die Kleeblätter repräsentieren Oldenbrok und symbolisieren zusammen mit der grünen Tingierung den ländlichen Charakter der Gemeinde. Die Hissflagge ist geteilt in Gelb und Grün und trägt zentriert das Gemeindewappen. |

## Kultur und Sehenswürdigkeiten

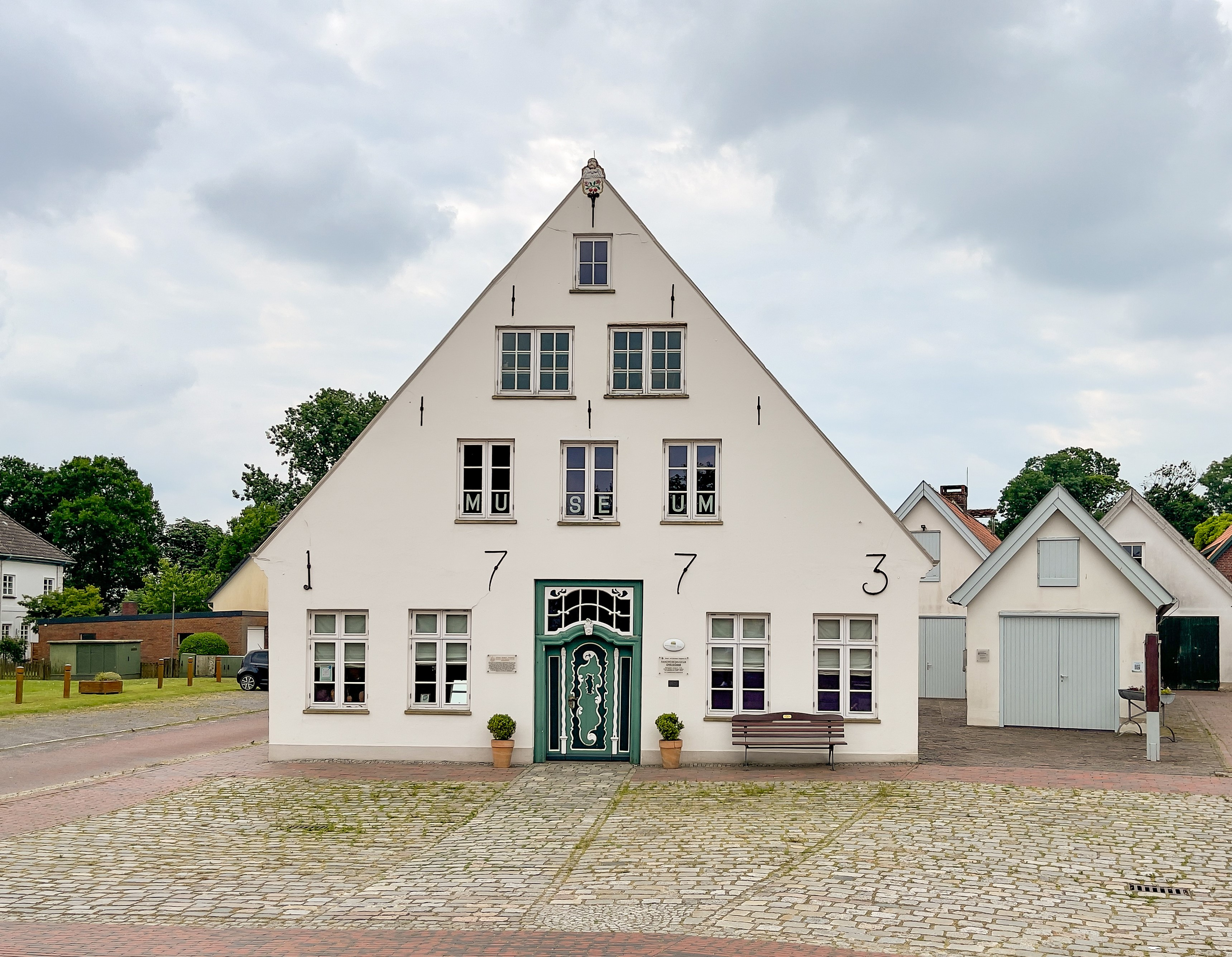
Handwerksmuseum Ovelgönne

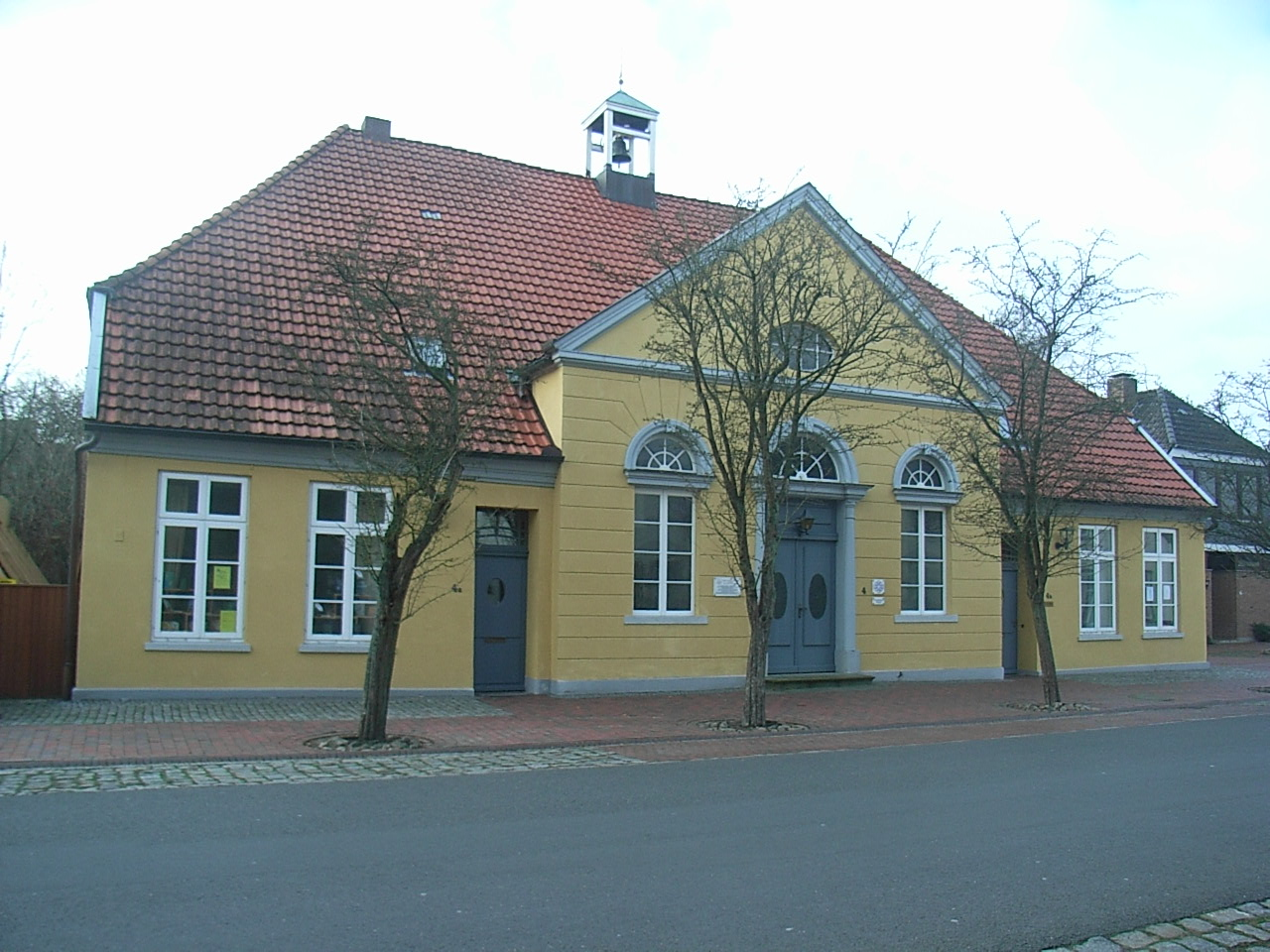
Martinskirche in Ovelgönne

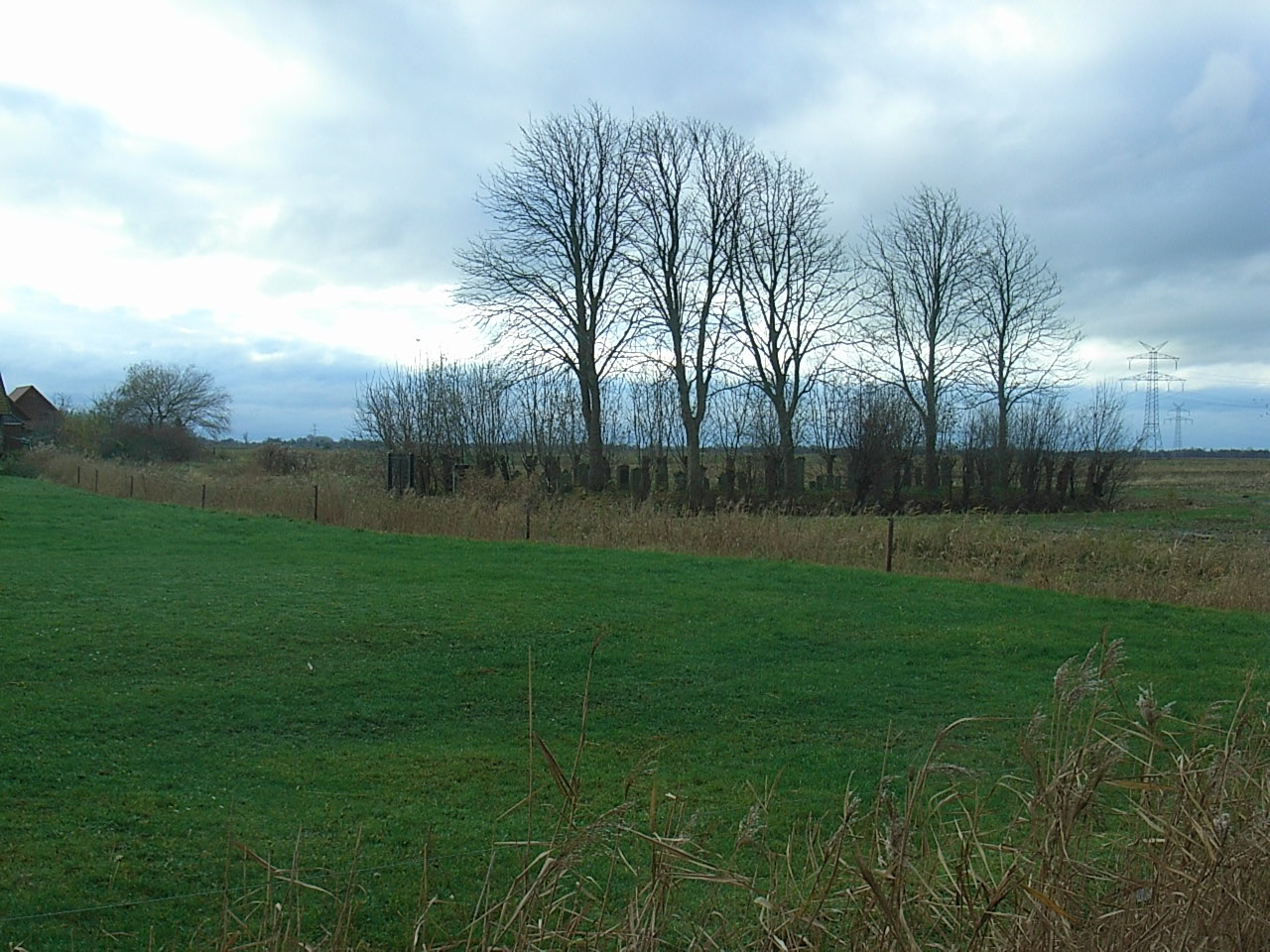
Alter Jüdischer Friedhof bei Ovelgönne

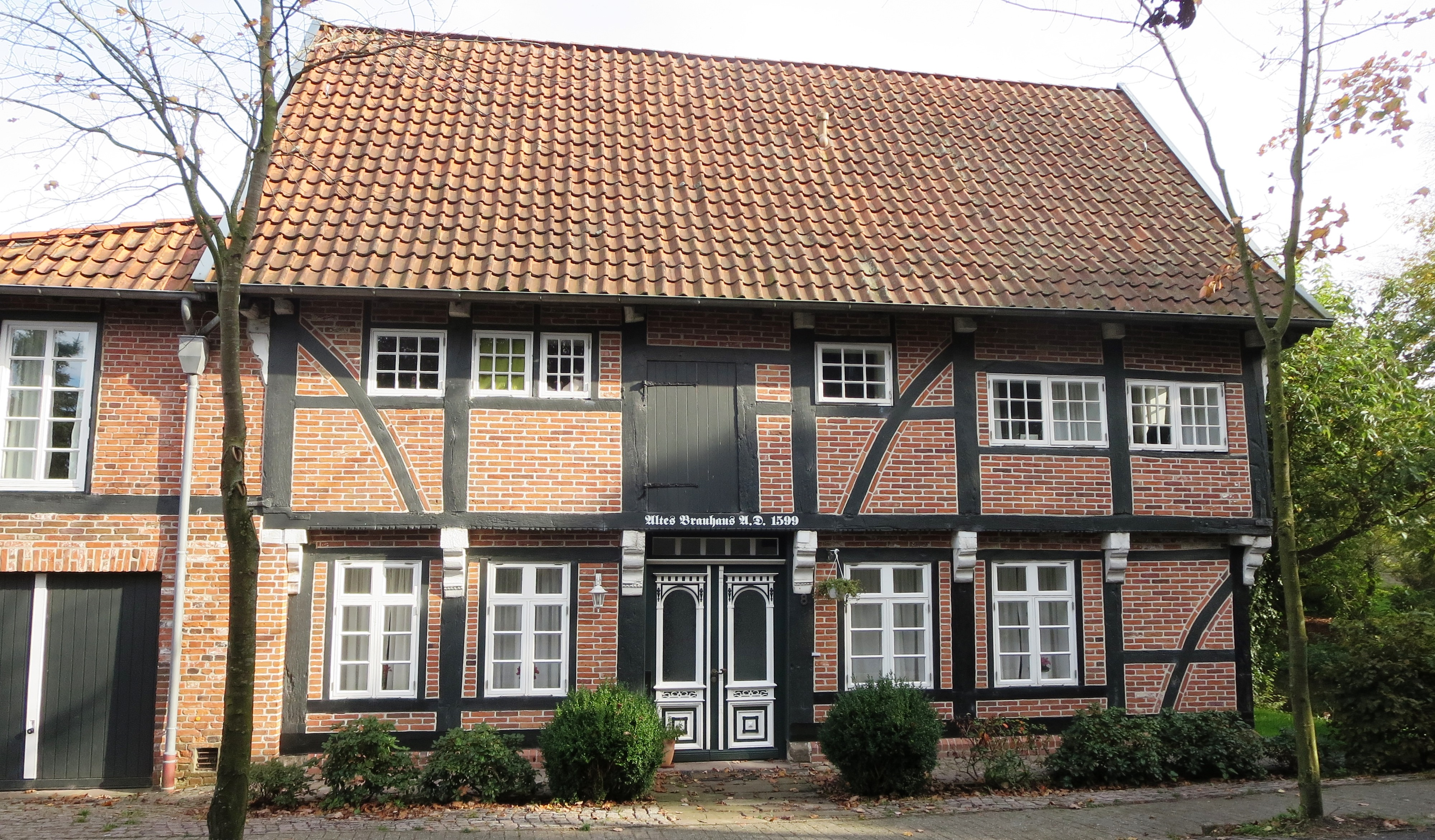
Altes Brauhaus von 1599 in Großenmeer

### Museen und Ausstellungen
Das 1981 gegründete Handwerksmuseum Ovelgönne befindet sich in der Breiten Straße in Ovelgönne und ist ein Spezialmuseum zur Geschichte des Handwerks mit der Ausrichtung auf das regionale Handwerk im 19. und 20. Jahrhundert. Die Ausstellung zeigt die Geschichte der Handwerksorganisationen von der Zunft bis zur Handwerkskammer, die Entwicklung von Techniken und Arbeitsweisen, den Wandel im Ausbildungswesen und Strategien der Professionalisierung, moderne Gesellen- und Meisterstücke, Handwerkerlebensläufe gestern und heute, Frauen im Handwerk sowie das Handwerk und die Industrialisierung. Träger des Handwerksmuseum ist seit dem Jahr 2000 der Heimat- und Kulturverein Ovelgönne.
Im Ortsteil Großenmeer betreibt der Dr.-Cornelius-Modellbahnverein seine öffentlich zugängliche Modellbahnanlage in Baugröße H0. Die ursprünglich von einem Privatmann begonnene Anlage ging 1980 auf den Modelleisenbahnverein über und wurde dann auf die gegenwärtige Anlagengröße von rund 110 Quadratmetern ausgebaut.

### Bauwerke

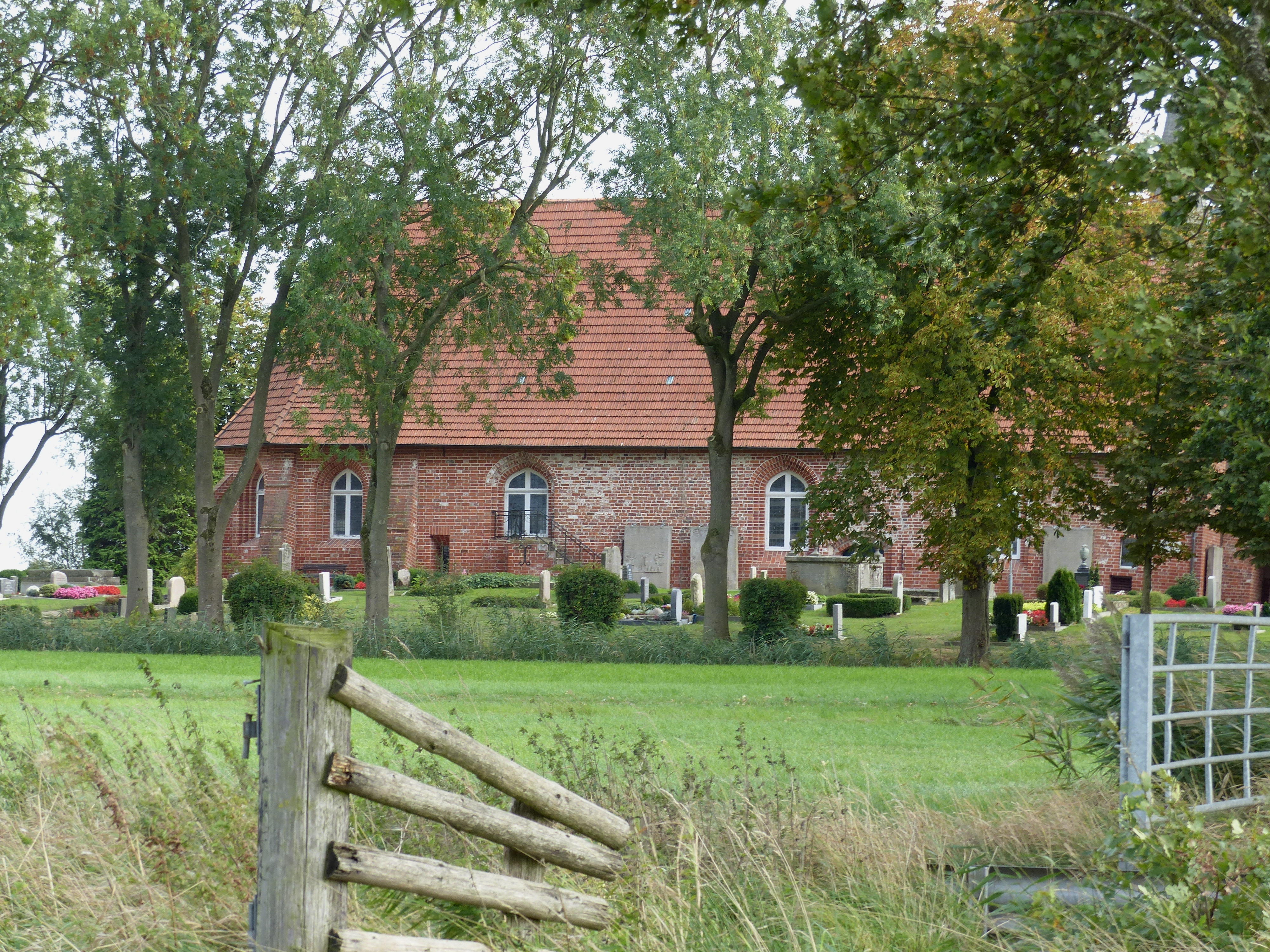
Kirche im Strückhauser Kirchdorf

- Die evangelisch-lutherische Martinskirche in Ovelgönne wurde 1809 im klassizistischen Stil von Joseph Bernhard Winck erbaut. Sie hat den Charakter eines Wohnhauses und enthielt auch eine Schule sowie Pfarr- und Küsterwohnung. Der Name der Straßenkirche bezieht sich auf Martin Luther und St. Martin, daher lautet die korrekte Bezeichnung Martinskirche statt St. Martin.

- Die evangelisch-lutherische Kirche St. Bartholomäus im zur Nachbargemeinde Brake gehörenden Golzwarden ist als einschiffiger Backsteinbau um 1263 auf einer Wurt errichtet worden. Hier erhielt 1648 der Orgelbauer Arp Schnitger die Taufe. Bis 1809 war diese Kirche auch für die Ovelgönner Einwohner zuständig. Sie wurden zunächst auch auf dem dortigen Friedhof bestattet, bis Ovelgönne einen eigenen Friedhof erhielt.[22]

- Die evangelisch-lutherische Christuskirche in Oldenbrok-Mittelort ist ein einschiffiger, nachträglich verputzter Backsteinbau und wurde 1619 erbaut.

- Die evangelisch-lutherische Kirche St. Johannes im Strückhauser Kirchdorf ist ein einschiffiger Backsteinbau aus dem Jahre 1519. Die Nordempore wurde 1657 vom Vater Arp Schnitgers angefertigt.[23] Die Kirche beherbergt weiterhin eine Orgel von Arp Schnitger von 1698, von der nach Reparaturen und Neubauten noch der Prospekt und zwei Register erhalten sind.[24]

- Die Burg-Apotheke Ovelgönne wurde 1677 von Ernst Georg Balcke aus Syke bei Bremen gegründet. Sie war die wohl älteste Apotheke der Wesermarsch.[25] Teile der Einrichtung wurden 2012 nach dem Ruhestand der Betreiber dem Handwerksmuseum in Ovelgönne verkauft und können da besichtigt werden.[26]

### Weitere Sehenswürdigkeiten
- Jüdischer Friedhof

### Regelmäßige Veranstaltungen
- Juni: Strückhauser Kaltblutrennen, alljährlich am 2. Sonntag im Juni
- Juli: Citroën 2CV – Ententreffen im Stückhauser-Kirchdorf, seit 2001 alljährlich am 2. Wochenende im Juli.
- September: Ovelgönner Pferdemarkt (niederdeutsch Ovelgunner Peermaart), alljährlich am 1. Montag im September, seit dem Jahr 1630[2]

## Wirtschaft und Infrastruktur

### Verkehr
Die Gemeinde Ovelgönne wird durchzogen von der B 211, die eine schnelle Verbindung zur nahe gelegenen Stadt Oldenburg (Oldb) ermöglicht, sowie in Gegenrichtung durch den Wesertunnel nach Bremerhaven beziehungsweise Bremen. Derzeit befindet sich ein Neubau der B 211 in Planung. Es soll eine optimierte Anbindung des Braker Hafens, des Nordmilchwerkes Strückhausen und des Ovelgönner Gewerbegebietes Logemannsdeich erreicht werden. Des Weiteren sollen die Ortsteile Popkenhöge und Oldenbrok-Mittelort verkehrlich entlastet werden.
Der Bahnhof Ovelgönne lag an der Bahnstrecke Oldenburg–Brake, die seit den 1990er-Jahren stillgelegt ist. Der Personenverkehr endete bereits früher.

### Ansässige Unternehmen
Im Februar 2019 hat auf dem ehemaligen Gelände des Milchwerk Strückhausen (bekannt durch die Eisproduktion von "Botterbloom/Nord-Eis) das Deutsche Milchkontor (DMK) ein Werk für Babynahrung eröffnet. 

### Radfernwege
Durch die Gemeinde führt die Deutsche Sielroute. Sie ist ein Radfernweg durch den Landkreis Wesermarsch mit einer Länge von 220 Kilometern und ist vor allem von der typischen Landschaft der Wesermarsch geprägt.

### Bildung
In der Gemeinde gibt es zwei Grundschulen, die als verlässliche Grundschulen geführt werden. Ihre Trägerschaft liegt bei der Gemeinde. Weiterführende Schulen gibt es ansonsten nicht. Die nächsten weiterführenden Schulen befinden sich in der nahe gelegenen Kreisstadt Brake und Elsfleth.

## Personen und Persönlichkeiten

### Söhne und Töchter der Gemeinde
- Wolfgang Heimbach (* um 1613; † 1678)
- Friedrich Reinhard Ricklefs (1769–1827), Altphilologe und Gymnasialdirektor in Oldenburg
- Diedrich Konrad Muhle (1780–1869), war Pfarrer und Chronist.
- Hedwig Hülle (1794–1861), Dichterin und Lehrerin.
- Wilhelm von Ranzow (1795–1860), oldenburgischer Generalmajor
- Alexander Christian von Buttel (1836–1923), Regierungspräsident des Fürstentums Lübeck
- Otto Graepel (1857–1924), Politiker
- Heinrich Schütte (1863–1939), deutscher Marschenforscher
- Friedrich Georg Carl Cassebohm (1872–1951), Jurist und Ministerpräsident des Oldenburgischen Landtages
- Anton Hullmann (1891–1968), Bürgermeister und Verbandsvorsteher des II. Oldenburgischen Deichbandes

### Persönlichkeiten, die in dieser Gemeinde gewirkt haben
- Dimo Wache (* 1973), spielte in seiner Jugend beim SC Ovelgönne; Torwart unter anderem beim VfB Oldenburg und 1. FSV Mainz 05
- Walter Folter (1934–2009), Heimatforscher und Herausgeber mehrerer Bücher über Ovelgönne, Brake und die Wesermarsch.